# Hyperborea Lingula
L'Hyperborea Lingula è una struttura geologica della superficie di Marte.